# Comparaison des règles du rugby à XV et du rugby à XIII
Cette page traite de la comparaison des règles du rugby à XV et du rugby à XIII. Pour les non initiés, le rugby à XV et le rugby à XIII semblent être deux sports très similaires,, voire difficiles à différencier, le terrain de jeu et le ballon sont communs et le nombre de joueurs est très proche. En réalité ce sont deux sports bien distincts avec de nombreuses différences dans les règles du jeu que cet article va s'efforcer d'expliquer. 
Il faut également remarquer que les règles du rugby à XIII tendent à influencer de plus en plus celles de son homologue à XV.
Ce qui pose, de temps en temps, la question du rapprochement des deux disciplines. 

## Introduction
Des différences importantes qui existent dans certaines actions de jeu, comme la touche, la mêlée, le tenu et la défense à 10 mètres, ont une incidence importante sur le déroulement du jeu et aussi sur la composition des équipes et même la morphologie des joueurs.

### La touche et la mêlée en rugby à XV
La touche qui n'existe qu'au rugby à XV exige de la part des équipes qu’elles aient plusieurs joueurs de grande taille (jouant en deuxième ou en troisième ligne) capables de capter le ballon lors d'une remise en jeu à la touche. Autre exemple, la mêlée sert au rugby à XIII à redémarrer le jeu lors d'un en avant ou d'une touche et ne donne pas le temps à une contestation, la balle étant directement introduite dans le camp de l'équipe en possession de balle, la poussée bien qu'autorisée semble alors tout à fait inutile, à moins d'une introduction lente. Au contraire de la mêlée pratiquée  au rugby à XV qui donne lieu le plus souvent à une poussée par les avants et qui fait partie des phases de conquête du ballon, voire d’une action de jeu pouvant conduire à un essai par le paquet d'avants. Un paquet d’avants du rugby à XV doit donc posséder des joueurs, surtout en première ligne, capable d'avoir plus de poids que l'adversaire pour pousser en mêlée, il n'est donc pas étonnant de trouver des joueurs corpulents dans une équipe de rugby à XV, alors que le rugby à XIII basé sur le dynamisme, la vitesse et la circulation du ballon exige des joueurs plutôt homogènes physiquement où les différences seront surtout visibles sur la technique spécifique des postes.

### Le recul des défenses en rugby à XIII
En rugby à XIII, le recul systématique de la défense à 10 mètres du joueur plaqué exige une condition cardio (fractionné) de tous les joueurs de l'équipe. Le tenu, geste spécifique au rugby à XIII exige également un bon travail physique, puisque l’intérêt de se relever rapidement et de façon dynamique peut permettre de mettre la défense hors jeu.

## Origine des différences règlementaires
Les différences fondamentales entre le rugby à XIII et le rugby à XV ont été introduites lorsqu'une majorité de clubs du Nord de l'Angleterre, d'essence plutôt populaire, s'est dissociée en 1895 de la Rugby Football Union britannique qui refusait le remboursement du transport ferroviaire ainsi que le défraiement des heures perdues. Après avoir modifié progressivement différentes règles (touche, mêlée) afin de rendre le jeu plus rapide, la direction de la Rugby League a, en 1906, supprimé deux postes de troisième ligne afin de créer des espaces supplémentaires.
Mais l'objectif secondaire en rugby à XIII était de mieux protéger le joueur des blessures en réduisant les phases obscures les plus susceptibles de provoquer des blessures graves (mauls, rucks), entrée violente dans les mêlées (cervicales), etc. En effet, au début du rugby à XIII, les joueurs exerçaient  souvent un autre métier, pour lequel aucune couverture sociale n'était prévue : être blessé constituait un manque à gagner pour le joueur qui ne pouvait reprendre son activité. Il était donc dans l'intérêt aussi bien des organisateurs que des joueurs, d'avoir des règles plus protectrices.

## Tableau règlementaire comparatif
| Action de jeu                  | Rugby à XIII | Rugby à XV |
| Durée d'une partie             | Match de 80 minutes comprenant deux mi-temps de 40 minutes. Une prolongation est possible lors de certains tournois ou matches de coupe. Elle est systématique dans les championnats australien et français si un score de parité persiste au terme des 80 minutes (cependant, dès l'obtention de points par l'une des équipes — souvent à la suite d'un drop — le match s'interrompt). | Match de 80 minutes comprenant deux mi-temps de 40 minutes. Prolongation possible lors des matches à élimination directe. Si la parité persiste, des tirs au but (séries de pénalités) sont organisés. |
| Mêlée (ordonnée)               | Se joue entre les six avants des deux équipes (trois en première ligne, deux en deuxième et un en troisième ligne). Contrairement à l'idée communément reçue, la mêlée peut être disputée à XIII (de fait elle l'est rarement); seule l'entrée violente en mêlée est interdite. | Elle se joue entre les paquets d'avants qui comportent 8 joueurs pour chaque équipe (trois en première ligne, deux en deuxième ligne et trois en troisième ligne). Elle est consécutive à une faute commise par un joueur et permet à l'autre équipe de redémarrer le jeu avec la possession du ballon. C'est une phase théoriquement statique mais qui permet en pratique à une équipe de progresser, voire de gagner la possession du ballon ou de marquer un essai, grâce à la poussée de ses avants. C'est aussi une phase de conquête qui permet d'épuiser le pack adverse. |
| Tenu                           | Un joueur plaqué sans avoir commis d'en avant reste en possession du ballon. Après s'être immédiatement relevé, il remettra celui-ci en jeu par une talonnade en direction d'un coéquipier appelé pour l'occasion « demi de tenu ». Lui fera face, un joueur du camp opposé appelé « marqueur », lui-même assisté de son propre « demi de tenu ». À l'exclusion de ceux-ci, l'équipe défendante ne pourra rester à moins 10 mètres. Chaque équipe n'a, lors d'une « chaîne tactique », droit qu'à cinq tenus consécutifs. À leur terme, le ballon pourra être rendu à l'équipe adverse dans le cadre d'une phase nommée « tenu de transition ».                      | Le « tenu » n'existe pas au rugby à XV, le nombre de temps de jeu consécutifs par une équipe n'est pas limité, il est cependant exigé que le joueur plaqué lâche ou passe immédiatement son ballon dès lors qu'il est au sol. S'ensuit généralement une phase de « ruck » (voir plus bas). |
| En avant                       | Un en avant est constaté lorsqu'un joueur laisse échapper le ballon en direction de la ligne adverse (soit par non-maîtrise, soit par l'action d'un opposant) ou quand un ballon est transmis à un équipier placé devant le passeur. Dans le cadre d'un placage, un plaqueur unique a possibilité de faire commettre un en avant au joueur plaqué (en frappant le ballon par exemple). S'il y a pluralité de plaqueurs, il est interdit de susciter ainsi un « en avant ». | Lorsqu'un joueur qui a le ballon en main le fait tomber devant lui, il provoque un « en avant », c'est une faute qui entraîne la perte de la possession du ballon. |
| Groupé pénétrant / Maul        | Phase de jeu quasi inexistante à XIII. Néanmoins, il n'est pas interdit qu'un joueur portant le ballon soit soutenu par ses coéquipiers dans son avancée, les adversaires s’efforçant de la plaquer ou de le bloquer. Ce qui peut s'apparenter à une forme de maul simplifiée. Se tente généralement près de la ligne d'en but de l'adversaire. | Définition du maul : Il y a maul lorsqu'un joueur portant le ballon est saisi par un ou plusieurs adversaires et qu'un ou plusieurs coéquipiers du porteur du ballon se lient à ce dernier. Tous les joueurs qui participent au maul sont sur leurs pieds et avancent vers une ligne de but. Il est pratiqué au rugby à XV par une équipe en possession du ballon qui regroupe plusieurs de ses joueurs qui essaient de progresser dans le camp adverse en poussant l'adversaire. Il est exigé que tous les joueurs attaquants qui participent au maul restent en contact autour du porteur du ballon. |
| Placage                        | Ce geste qui consiste à entourer des bras le corps de l'attaquant pour le stopper ou le faire chuter et/ou éventuellement occasionner la perte de balle, peut s'effectuer à un ou plusieurs. L'action des plaqueurs est autorisée à compter du tronc. Comme à XV la cravate (bras du défenseur entourant le cou du possesseur du ballon) est strictement prohibée et peut valoir l'exclusion temporaire (10 min) ou permanente du fautif voire une ultérieure évocation en commission de discipline après rapport de l'arbitre. | Le placage peut être effectué dans la zone situé entre les chevilles et les épaules. Il doit se faire en accompagnant le joueur plaqué dans sa chute éventuelle. À défaut, le placage sera considéré comme dangereux et l'équipe du plaqueur pourra se voir pénalisée. Par exception, les cuillères, qui consistent à donner une petite tape avec la main sur la cheville d'un adversaire afin de le faire tomber, est autorisée. |
| Essai                          | Un essai rapporte 4 points au rugby à XIII. | Comme au rugby à XIII l'une des manières de marquer des points est d'aplatir le ballon dans l'en-but de l'adversaire. Un essai rapporte 5 points au rugby à XV. |
| Transformation d'un essai      | Chaque essai marqué donne lieu à une tentative de transformation qui consiste à faire passer le ballon entre les barres des poteaux adverses à l'aide d'un coup de pied. Une transformation réussie rapporte 2 points. | Idem |
| Drop                           | Le drop ou « ballon tombé » (field goal en anglais) vaut un seul point. La moindre valeur des pénalités et drops à XIII a eu pour conséquence de considérablement favoriser la recherche de l'essai (dans les championnats majeurs, la dizaine d'essai en un match est très fréquemment atteinte). | Un « drop » (drop goal en anglais) consiste à faire passer le ballon entre les barres des poteaux adverses à l'aide d'un coup de pied frappant le ballon alors qu'il rebondit du sol. Il rapporte 3 points. |
| Pénalité                       | Une pénalité réussie rapporte 2 points au rugby à XIII. | À la suite d'une faute adverse, l'adversaire a la possibilité de tenter une « pénalité » c’est-à-dire de faire passer le ballon entre les barres des poteaux adverses. Elle rapporte 3 points. |
| Ballon sorti dans l'en-but     | Si cette phase survient à la suite d'une « recherche de touche », la reprise du jeu s'effectue par un renvoi, en coup de pied de volée (ballon dropé), ordonné au milieu de la ligne des vingt mètres. Si joueur de l'équipe défenseure ayant « un pied en ballon mort et l'autre dans l'en but » pousse le ballon en dehors des limites du terrain (ligne de ballon mort), un renvoi sous les poteaux sera ordonné. | Donne lieu à une remise en jeu aux 22 mètres par le camp défendant, sauf s'il est dû à un coup de pied du camp attaquant, dans ce cas une mêlée est faite à l'endroit où le coup de pied a été fait. |
| Défenseur tenu dans l'en but   | Un joueur du camp défenseur renverra le ballon sur le terrain d'un dégagement de volée ordonné sous les poteaux. | Donne lieu à une mêlée à cinq mètres de la ligne d'en-but, avec balle au camp attaquant. |
| Arrêt de volée                 | Permet au camp défendant d'arrêter une action lorsqu'un de ses joueurs capte le ballon dans son en-but à la suite d'un dégagement au pied de l'adversaire. | Permet au camp défendant d'arrêter une action lorsqu'un de ses joueurs capte le ballon dans ses 22 mètres à la suite d'un dégagement au pied de l'adversaire. |
| Dégagement en touche           | Un joueur peut lancer le ballon en touche par un coup de pied indirect (le ballon doit toucher le terrain de jeu avant de sortir), quel que soit l'endroit du terrain où il se trouve. | Un joueur peut lancer le ballon en touche par un coup de pied, soit directement lorsqu'il est dans les 22 mètres de son équipe, soit indirectement (le ballon doit toucher le terrain de jeu avant de sortir) dans le cas contraire. |
| Touche                         | À la suite d'une touche trouvée indirectement lors d'une action de jeu, celui-ci reprend par une mêlée face à l'endroit où le ballon est sorti. Dans le cas d'une touche directe, la mêlée a lieu à l'endroit où le ballon a été tapé. Si le ballon est botté en touche à la suite d'une pénalité, le jeu reprend par un coup franc joué à dix mètres à l'intérieur du champ de jeu, face au point de sortie. | La remise en jeu d'un ballon dégagé en touche s'effectue à l'endroit même où le ballon est sorti du terrain. C'est l'équipe qui n'a pas mis le ballon en touche qui bénéficie de la remise en jeu. Les joueurs de chaque équipe (en général « les avants ») se positionnent perpendiculairement à la ligne de touche en constituant un « couloir » d'environ 1 mètre entre les équipes, et en se positionnant entre la ligne des 5 mètres et la ligne des 15 mètres, appelée « verrou » (Ces lignes sont parallèles à la ligne de touche). L'équipe qui remet en jeu le ballon décide du nombre de joueurs qui seront dans « l'alignement » (de 3 à 7). Aujourd'hui, c'est le talonneur qui se charge de la remise en jeu. |
| Exclusion                      | Un arbitre peut exclure un joueur pour dix minutes à la suite de fautes répétées ou d'une faute grave. En cas de récidive ou de jeu dangereux, le contrevenant pourra être exclu définitivement. L'arbitre peut décider de ne pas exclure immédiatement un joueur mais de s'en remettre à la décision ultérieure d'une commission ad hoc qui pourra, après étude, absoudre ou condamner l'intéressé à un éloignement plus ou moins long des terrains et/ou une sanction financière. Un appel est généralement possible. | Un arbitre peut exclure un joueur pour dix minutes à la suite de fautes répétées ou d'une faute grave. En cas de récidive ou de jeu dangereux, le joueur peut être exclu définitivement. Les joueurs peuvent également être cités après les matches, en particulier pour les brutalités qui n'ont pas été sanctionnées pendant la rencontre. La sanction se compose surtout de jours de suspension (de 10 jours à la radiation à vie) et d'une pénalité financière pour le club. |
| Arbitrage                      | Effectué généralement par un arbitre de champ et deux assesseurs en touche, l'arbitrage dans les championnats australien (NRL) et britannique (Super League) bénéficie de l'assistance d'un technicien video — l'emploi de ce dernier est très fréquent à la suite des essais et quasi systématique sur les actions litigieuses. De plus en NRL et lors de la finale du championnat de France, les rencontres sont arbitrés par deux arbitres centraux. En NRL, l’assistance par vidéo peut parfois être demandée par le capitaine de chaque équipe. On parle alors de Captain Challenge. Il n'est possible que dans des conditions bien précises.                   | Il est effectué par un arbitre de champ, deux arbitres de touche, deux arbitres assesseurs gérant les bancs de touche et les remplacements, et pouvant pallier la blessure des arbitres de champ et de touche, et d'un arbitre vidéo, fréquemment consulté à la suite d'une action litigieuse ayant conduit à la marque d'un essai ou d'un drop. |
| Remplacements ou substitutions | - Les règles de la Fédération Internationale de Rugby à XIII autorisent quatre remplaçants à l'aide desquels jusqu'à six remplacements seront effectués (un joueur remplacé pouvant rentrer à nouveau). Ce cadre général prévaut notamment lors des rencontres entre sélections nationales. - Une très large latitude est cependant laissée aux championnats nationaux: ainsi si en Elite (France) les clubs ont actuellement droit à 4 remplaçants et 12 remplacements (hors saignements), la National Rugby League (compétition majeure australienne) s'accorda pendant plusieurs années une possibilité illimitée de changements et un ban de touche très élargi. | - Remplacements (temporaires) dans le cas de blessures nécessitant une courte intervention ou avec saignement - Remplacements définitifs (substitutions) permis avec des joueurs figurant sur la feuille de match. Le nombre de substitutions est limité à deux joueurs de première ligne et cinq autres joueurs. Un joueur remplacé ne peut plus rentrer en jeu, exception faite pour les joueurs de première ligne, compte tenu de la spécificité de leur poste. Si une première ligne ne peut être constituée par des spécialistes du poste, à la suite de blessures, les mêlées sont simulées (sans poussée). |
| Mêlée spontanée ou « Ruck »    | Phase de jeu inexistante à XIII | Une mêlée spontanée (ou « ruck ») est une phase de jeu dans laquelle un ou plusieurs joueurs de chaque équipe, qui sont sur leurs pieds, en contact physique, entourent le ballon au sol. Des joueurs font du rucking quand, dans une mêlée spontanée, ils utilisent leurs pieds pour essayer de gagner ou de garder la possession du ballon, sans être coupable de jeu dangereux. |

## Apport des règles du rugby à XIII au rugby à XV et influence
L'évolution du jeu dans les deux formes de rugby (jeu plus rapide et offensif), amènent parfois les observateurs du rugby à XV à se poser la question des apports possibles d'un rugby à l'autre.
Vers la fin des années 1990, la presse « quinziste » française, dans un contexte de creusement de l'écart entre le niveau du rugby français et celui des antipodes, est assez inquiète et critique sur l'influence du rugby à XIII sur le rugby à XV moderne. Ainsi une personnalité comme Jacques Souquet dénonce le jeu des équipes de l'hémisphère sud qui pratiquent  « une (mauvaise) imitation du XIII [qui] contient deux graves dangers ; la perte d'identité du XV, et sa désaffection future par un public frustré ». Sont en cause principalement la réforme des règles du rugby à XV qui tendent à la conservation facilitée du ballon, le jeu à une passe à ras et « la mansuétude incontestable des arbitres, surtout ceux de l'hémisphère sud » pour l'équipe attaquante. Pierre Villepreux déplorant même l'absence d'égalité entre l'attaque et la défense « qui a déjà disparu en touches et en mêlées » . Or pour lui, si  elle n'existe plus, non plus sur les ballons au sol, « c'est du rugby à XIII ».
Une vingtaine d'années après, les observateurs ne tiennent plus le même discours.
Ainsi des journalistes sportifs indiquent que l’influence du rugby à XIII a « touché tous les aspects du jeu (attaque, défense, jeu au pied) » et invitent à s'en inspirer.
C'est le cas en matière de défense où toutes les tactiques (défense glissée, inversés, blitz…) et techniques (plaquages à deux, « chop tackle  », coffrages au ballon…) ont progressivement été testées et adoptées, avant d'être transposées au rugby à XV.  De la même façon, le jeu de pied treiziste a influencé le rugby à XV pour chercher des solutions dans les zones de marque, qu’il s’agisse de coups de pied rasants dans le dos de la défense, où par la mise en situation des duels aériens par le biais de passes au pied en diagonale. Enfin concernant la manipulation du ballon lui même, notamment avec les « passes poignets plus sèches et mieux adaptées au jeu de ligne, que les quinzistes commencent seulement à se réapproprier ».

## La question du rapprochement des deux rugby
En France, celle-ci a été posée à l'occasion d'un débat XV contre XIII organisée en France, à Perpignan, au mois de mai 2019. Ce débat réunit les deux présidents des deux fédérations « concurrentes  » : la FFR et la FFR XIII.
Chaque président souligne alors les caractéristiques propres de « son » rugby .
Bernard Laporte considère ainsi que : « On dit qu’aujourd’hui que le rugby à XV ressemble de plus en plus au rugby à XIII. Je ne le pense pas ! Il y a des spécificités dans chacun de ces deux sports et chacun les garde. La mêlée et la conquête de balle par exemple sont des éléments essentiels du XV. Mais les terrains n’ont pas été agrandis contrairement aux qualités athlétiques des joueurs à XV. Les qualités techniques de nos avants ont fait qu’il y a moins de place ».
De son côté Marc Palanques estime que : « Notre sport est beaucoup plus un sport de combat ! La mêlée à XIII sert à favoriser le spectacle. Il y a donc moins d’épreuves de force au niveau collectif. Mais il est vrai que c’est un autre choix qui est fait, c’est le choix du spectacle. À XIII, on a donc un temps de jeu de 70 minutes sur 80. Cela requiert des conditions physiques irréprochables. Et du coup, mathématiquement, le nombre d’actions de jeu se démultiplie ».

### Autres références
1. ↑  Ainsi l'« Encyclopédie Larousse, » dans son édition de 1949, indique que le rugby à XIII, se pratique à 13 joueurs avec « les mêmes règles que le rugby à XV ».
2. ↑  Paul Augé, Larousse Universel, vol. II : rugby, Paris, Librairie Larousse Paris, 1949, 1092 p., p. 700
« Les joueurs sont au nombre de quinze. Dans le rugby à treize, deux avants sont supprimés, mais les règles restent les mêmes »
3. ↑  Idriss, « La NRL donne le feu vert au Captain Challenge », sur Treize Mondial, 4 mars 2020 (consulté le 20 mai 2020) : « Le Captain Challenge pourra être utilisé uniquement s’il implique une situation « structurée » de remise en jeu (c’est-à-dire, une pénalité, un renvoi en drop ou une mêlée). Les capitaines auront 10 secondes maximum après le coup de sifflet pour utiliser leur droit au challenge. Si le ballon est remis en jeu avec l’accord de l’arbitre, plus de challenge sera possible.
[...] Afin de limiter les arrêts de jeu, les capitaines auront droit à un seul challenge manqué par match. »
4. 1 2 3 4  Jacques Souquet, « Vrai XV ou faux XIII ? : L'effet pervers des nouvelles régles amène les observateurs à se poser la question : notre bon vieux rugby n'est-il pas en train de devenir la copie conforme de celui pratiqué par les treizistes », Midi Olympique Rugbyrama, no 10,‎ 1997, p. 100
5. 1 2 3 4  Nicolas Zanardi, « Rugby à XIII , l'éternel temps d'avance : Ces sports qui inspirent (ép.5) », Midi Olympique (édition rouge),‎ 24 septembre 2018, p. 32
6. 1 2  Antoine Poussin, « Bernard Laporte : « non, le rugby à XV ne ressemble pas de plus en plus au XIII ! » : Ce mardi à l'Université de Perpignan, Bernard Laporte a rencontré le président de la Fédération française de rugby à XIII pour évoquer différents sujets. », sur lerugbynistere.fr, 16 mai 2019